# Fusione dei bilayer lipidici

Figura che mostra i due possibili esiti della fusione di due liposomi: emifusione e fusione completa. Nella emifusione solo lo strato esterno del bilayer si fonde. Nella fusione classicamente intesa, entrambi i foglietti del bilayer (oltre al contenuto del lume della ipotetica vescicola) si fondono.

Nella biologia della membrana, la fusione dei bilayer lipidici è quel processo mediante il quale due bilayer lipidici inizialmente distinti uniscono i loro nuclei idrofobici formando una nuova struttura interconnessa.
Se questa fusione avviene completamente sfruttando entrambi i foglietti dei bilayer, allora si forma un unico lume e il contenuto interno delle due strutture può fondersi. In alternativa, se solo un foglietto di ogni bilayer partecipa al processo, i bilayers si dicono emifusi. Nella emifusione, i costituenti lipidici del foglietto esterno dei due bilayers possono fondersi, mentre quelli del foglietto interno rimangono distinti. Pertanto il lume e il contenuto idrofilo di ogni vescicola rimane separato.
La fusione coinvolge molti processi cellulari, soprattutto negli eucarioti, dato che la cellula eucariotica è ampiamente suddivisa in compartimenti per mezzo del sistema endomembranoso. Esocitosi, fecondazione di un uovo dallo sperma, e il trasporto di prodotti di scarto ai lisosomi sono giusto alcuni dei molteplici processi cellulari degli eucarioti che sfruttano qualche evento di fusione.
La fusione è un meccanismo importante per il trasporto dei lipidi dal loro sito di sintesi verso la membrana bersaglio dove sono richiesti. Anche durante la contaminazione di una cellula da parte del patogeno può essere fondamentale il processo di fusione; ad esempio molti virus rivestiti da bilayers posseggono proteine di fusione specifiche per poter entrare nelle cellule ospite.